# وادي الهيدان

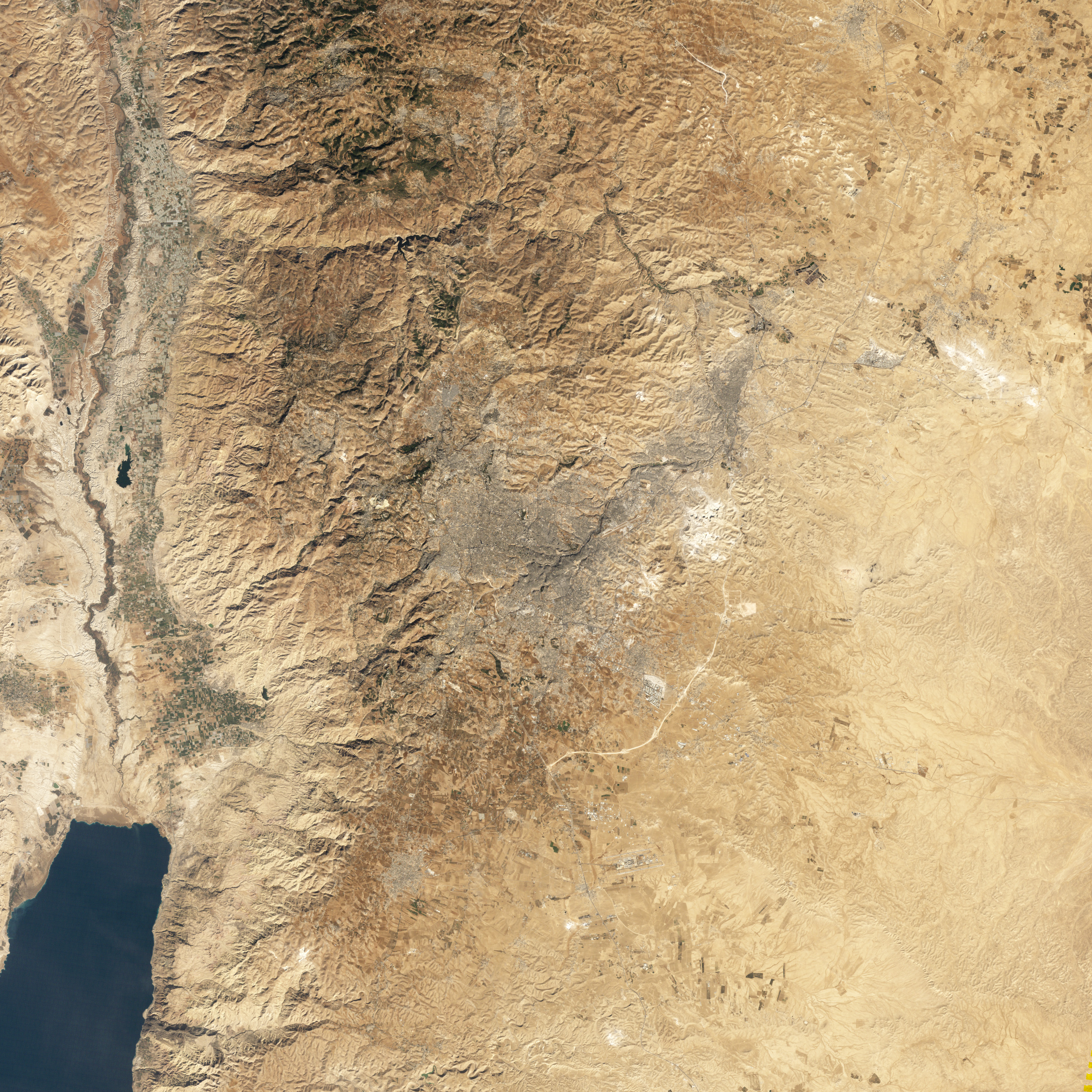
صورة جوية لوسط الأردن، يظهر فيها الوادي في أسفل الصورة حيث يصب في البحر الميت.

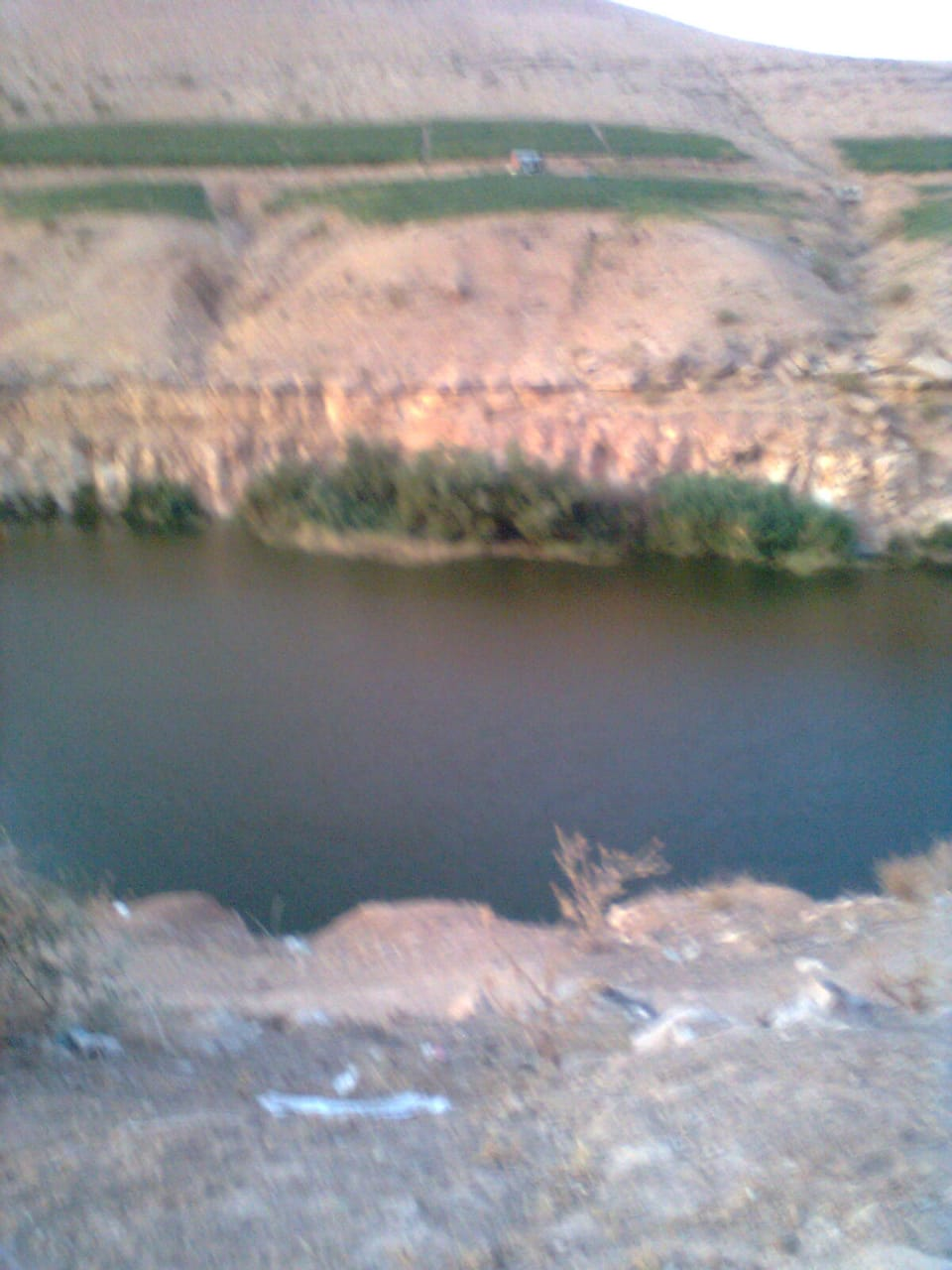
بحيرة في وادي الهيدان

وادي الهيدان هو وادي يقع في محافظة مادبا، الأردن على بعد 30 كم عن مدينة مادبا. يمتد على خط الطول 35.47 شرقا، ودائرة العرض 31.33 شمالا، حيث يتبع إلى قضاء مليح في لواء ذيبان ضمن محافظة مادبا. تكثر فيه المياه، حيث تشكل مجرى غزير في الشتاء، والتي تكمل مسيرها عبره إلى منطقة اسمها «الملاقي» وهو مكان التقاء مياهه مع مياه وادي الموجب قاطعة تقريبا 35 كم وصولا إلى المصب في البحر الميت.
يوجد في هذه المنطقة أنواع كثيرة من الحياة البرية والحيوانات المتنوعة من ضباع وارانب والحصيني، وهي ملجأ لاغلب الطيور المهاجرة لطبيعة تكوينها وكثرة المسطحات المائية فيها. ويُعتبر الوادي اليوم، أحد أهم نقاط الجذب السياحي في محافظة مادبا.

## معرض الصور

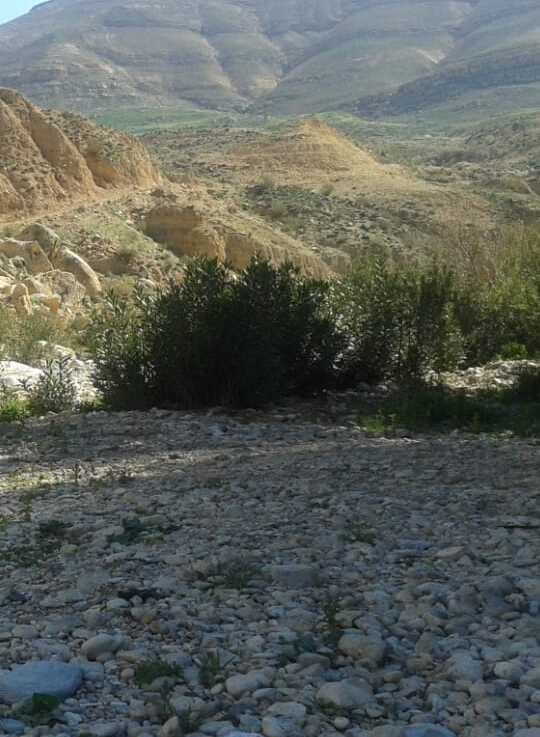
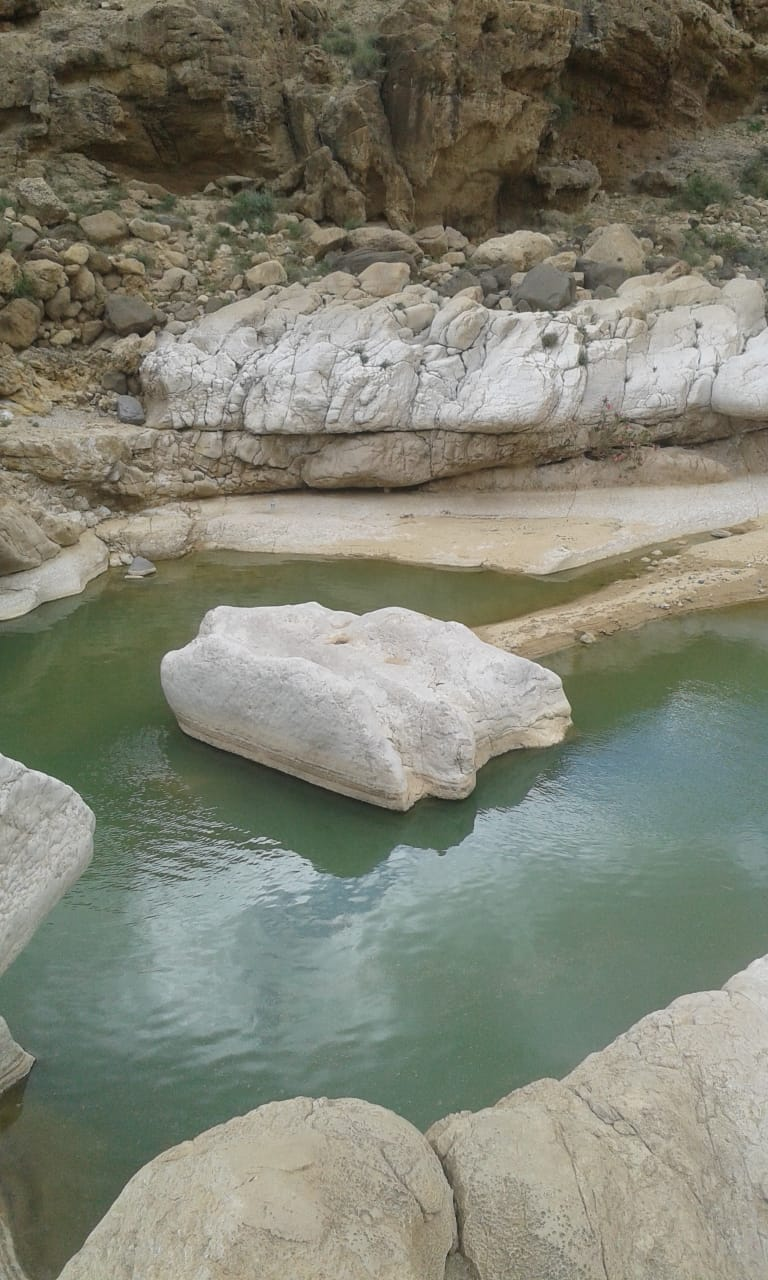
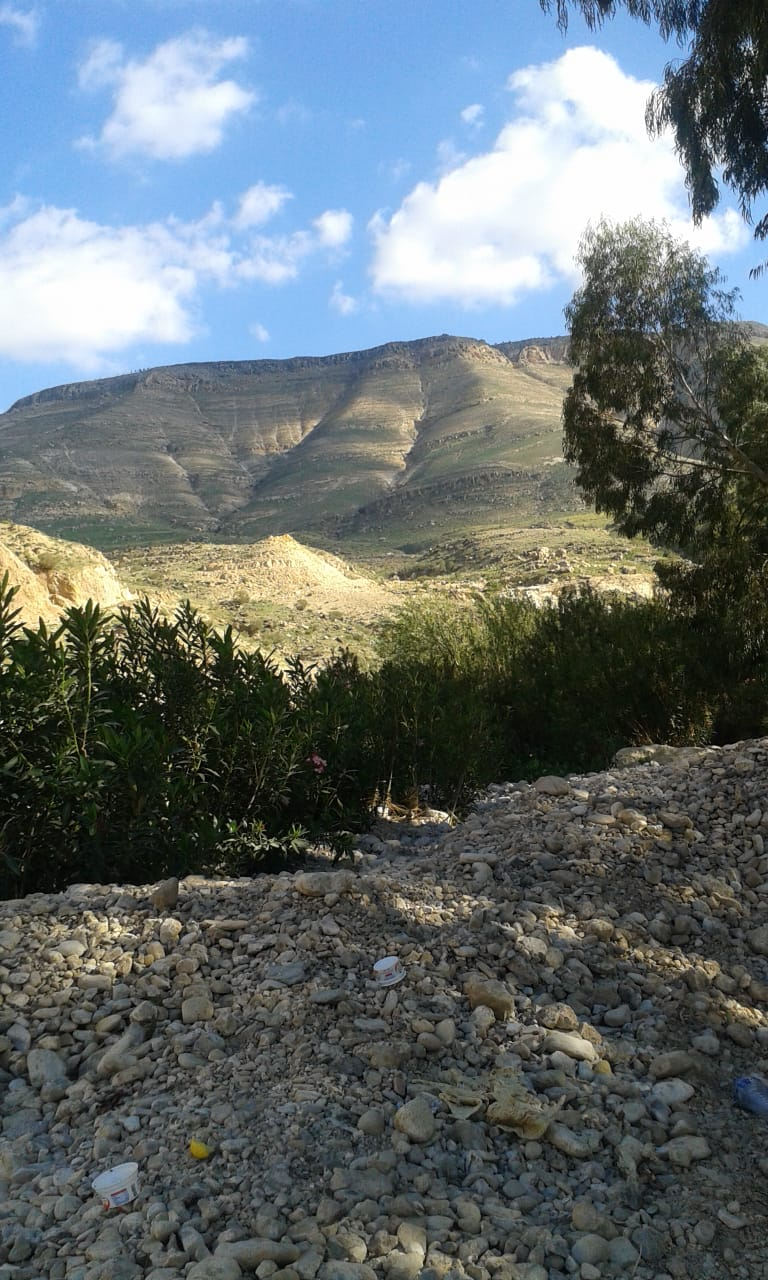
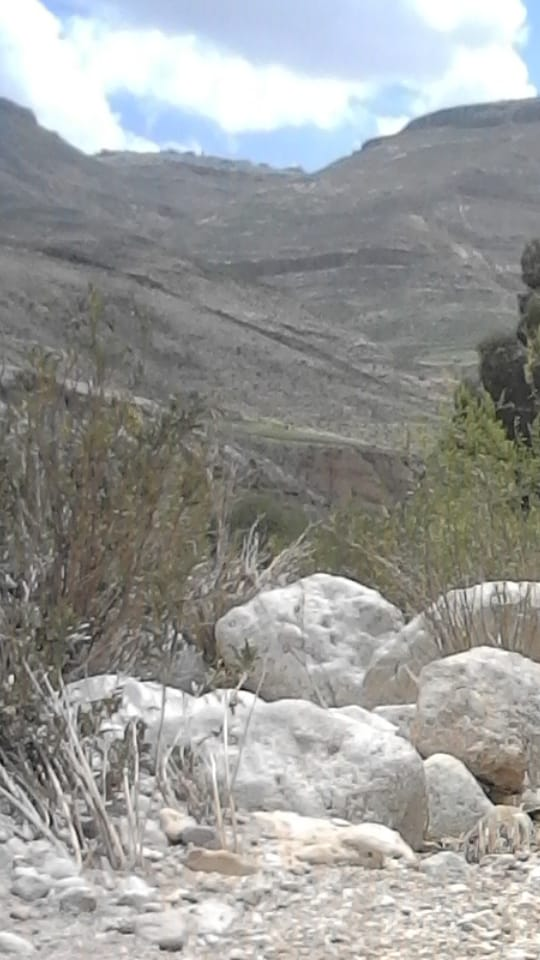
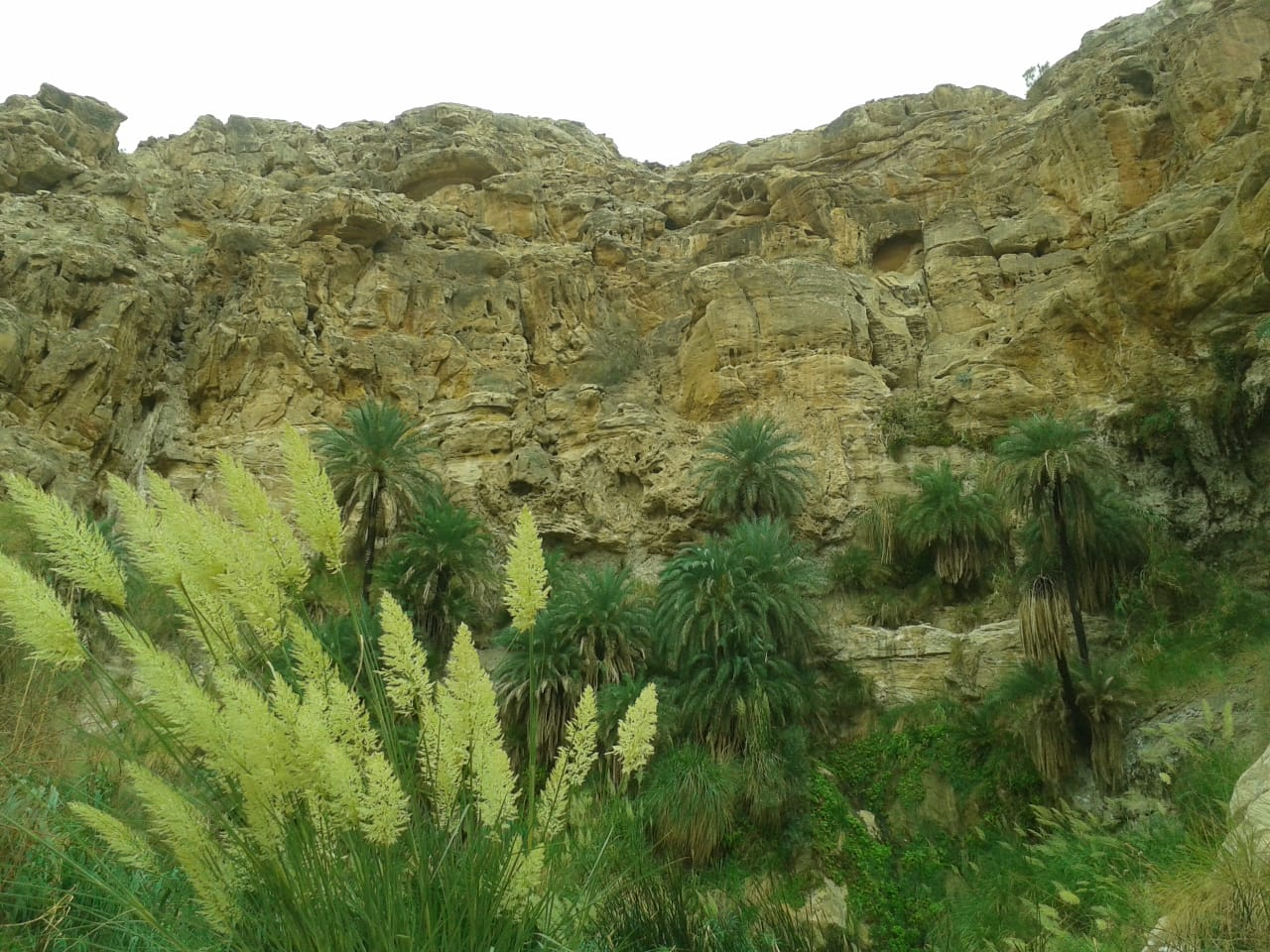